# Władimir Arbiekow
Władimir Grigorjewicz Arbiekow (ros. Владимир Григорьевич Арбеков, ur. 21 października 1927, zm. 17 marca 2000) – radziecki reżyser filmów animowanych, a także scenarzysta, inscenizator oraz animator.

## Wybrane filmy animowane

### Reżyser
- 1981: Urodziny babci (День рождения бабушки)
- 1983: Słoniątko i pismo (Слонёнок и письмо)
- 1984: Co potrafisz? (А что ты умеешь?)
- 1985: Zagubiony kogucik (Пропал Петя-петушок)

### Animator
- 1948: Niegrzeczny Fiedia (Федя Зайцев)
- 1949: Gęsi Baby-Jagi (Гуси-лебеди)
- 1949: Czarodziejski dzwoneczek (Чудесный колокольчик)
- 1950: Jeleń i wilk (Олень и Волк)
- 1950: Gdy na choinkach zapalają się ognie (Когда зажигаются ёлки)
- 1951: Bajka o królewnie i siedmiu rycerzach (Сказка о мёртвой царевне и о семи богатырях)
- 1951: Opowieść z tajgi (Таёжная сказка)
- 1951: Leśni podróżnicy (Лесные путешественники)
- 1952: Wyrwidąb (Валидуб)
- 1952: Śnieżka (Снегурочка)
- 1952: Sarmiko (Сармико)
- 1953: Koncert w lesie (Лесной концерт)
- 1953: Lot na Księżyc (Полёт на Луну)
- 1953: Mężny Pak (Храбрый Пак)
- 1954: Kozioł-muzykant (Козел-музыкант)
- 1954: Złota antylopa (Золотая антилопа)
- 1954: Brudasy, strzeżcie się! (Мойдодыр)
- 1954: Słomiany byczek (Соломенный бычок)
- 1954: Wszystkie drogi prowadzą do bajki (Стрела улетает в сказку)
- 1954: Skarb jeżyka (Три мешка хитростей)
- 1962: Kwitnący sad (Чудесный сад)
- 1964: Calineczka (Дюймовочка)
- 1966: Tu mieszkał Kozjawin (Жил-был Козявин)
- 1966: Wspaniały stateczek (Гордый кораблик)
- 1969: Ja chcę słonia (Девочка и слон)
- 1969: Kapryśna królewna (Капризная принцесса)
- 1971: Bez tego obejść się nie można (Без этого нельзя)
- 1974: Wilk i Zając (odc. 8) (Ну, погоди! - Выпуск 8)
- 1976: Bajka o leniuszku (Сказка про лень)
- 1977: O tym, jak Masza pokłóciła się z poduszką (Как Маша поссорилась с подушкой)
- 1977: Веселая карусель N 9 (Wesoła karuzela nr 9)
- 1977: Ostatni płatek (Последний лепесток)
- 1978: Wilk i Zając (odc. 12) (Ну, погоди! - Выпуск 12)
- 1979: Latający statek (Летучий корабль)
- 1981: Zając fachowiec (Так сойдёт)
- 1981: Alicja i tajemnica trzeciej planety (Тайна третьей планеты)
- 1993: Wilk i Zając (odc. 17) (Ну, погоди! - Выпуск 17)
- 1993: Wilk i Zając (odc. 18) (Ну, погоди! - Выпуск 18)